# تسلط کامل
تسلط کامل (انگلیسی: Full-spectrum dominance) یا تسلط تمام‌عیار همچنین به عنوان برتری کامل شناخته می‌شود، دستیابی یک نهاد نظامی به کنترل بر تمام ابعاد میدان نبرد است که عملاً تنوع چشمگیری از منابع را در حوزه‌هایی مانند جنگ زمینی، جنگ هوایی، جنگ دریایی، جنگ زیرزمینی، جنگ فضایی، جنگ روانی و جنگ بیولوژیک یا جنگ مجازی در اختیار دارد.
تسلط کامل شامل میدان نبرد فیزیکی؛ هوا، سطح و زیر سطح و همچنین طیف الکترومغناطیسی و فضای اطلاعاتی می‌شود. کنترل به این معنی است که آزادی دارایی‌های نیروهای مخالف برای بهره‌برداری از میدان نبرد کاملاً محدود است.
در اوایل آوریل ۲۰۰۱، وزارت دفاع ایالات متحده «برتری کامل» را اینگونه تعریف کرد: اثر تجمعی تسلط در حوزه‌های هوایی، زمینی، دریایی و فضایی و محیط اطلاعاتی، که شامل فضای مجازی نیز می‌شود، که امکان انجام عملیات مشترک را بدون مخالفت مؤثر یا دخالت بازدارنده فراهم می‌کند.
دکترین عملیات طیف کامل جایگزین دکترین قبلی شد که به عنوان نبرد هوایی-زمینی شناخته می‌شد. نبرد هوایی-زمینی از سال ۱۹۸۲ به اشکال مختلف آموزش داده می‌شد.
دکترین نظامی نیروهای مسلح ایالات متحده آمریکا از یک هدف استراتژیک برای دستیابی به وضعیت تسلط کامل در یک درگیری، چه به تنهایی و چه با متحدان، با شکست دادن هر دشمنی و کنترل هر موقعیتی در طیف وسیعی از عملیات نظامی، حمایت می‌کرد.
این هدف بیان شده مستلزم سرمایه‌گذاری قابل توجه در طیف وسیعی از قابلیت‌ها مانند مانور غالب، درگیری دقیق، لجستیک متمرکز و حفاظت همه‌جانبه است.